# 羅拉赫河
48°59′24″N 10°53′25″E / 48.99000°N 10.89028°E

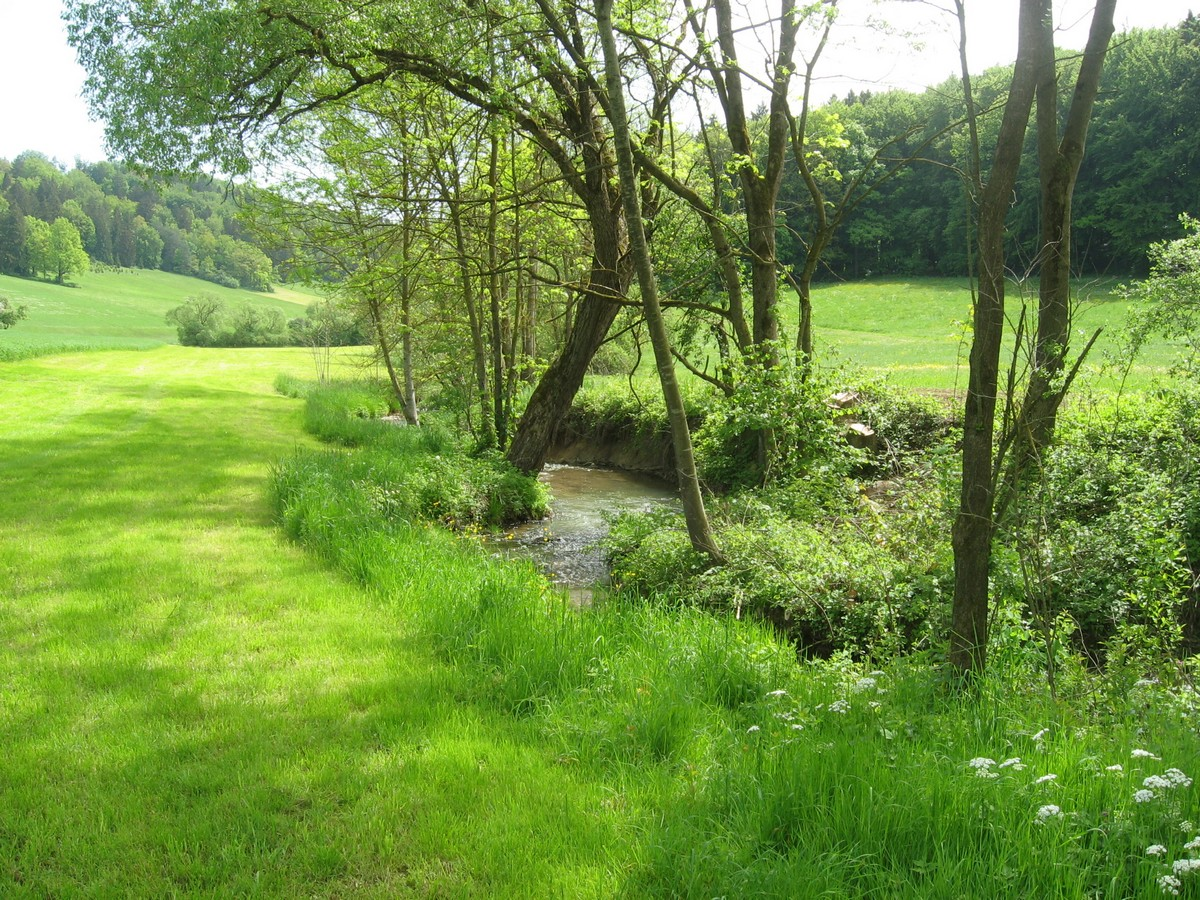

羅拉赫河（德語：Rohrach），是德國的河流，位於該國東南部，由巴伐利亞負責管轄，屬於阿爾特米爾河的右支流，河道全長12公里，流域面積29.6平方公里。